# Sisahaniya (Bara)
Sisahaniya (nep. सिसहनिया) – gaun wikas samiti w środkowej części Nepalu w strefie Narajani w dystrykcie Bara. Według nepalskiego spisu powszechnego z 2001 roku liczył on 398 gospodarstw domowych i 2626 mieszkańców (1239 kobiet i 1387 mężczyzn).